# أوسكار إس. غيفورد
أوسكار إس. غيفورد (بالإنجليزية: Oscar S. Gifford)‏ هو محامي وسياسي أمريكي، ولد في 20 أكتوبر 1842 في واتيرتاون في الولايات المتحدة، وتوفي في 16 يناير 1913 في كانتون في الولايات المتحدة. حزبياً، نشط في الحزب الجمهوري. وقد انتخب Non-voting members of the United States House of Representatives ‏ عن دائرة Dakota Territory's at-large congressional district ‏ (4 مارس 1885 – 3 مارس 1889) وانتخب عضو مجلس النواب الأمريكي عن دائرة الدائرة الانتخابية الشاملة لداكوتا الجنوبية ‏ (2 نوفمبر 1889 – 4 مارس 1891).